# Савезна Република Југославија
Савезна Република Југославија (скраћено СР Југославија или СРЈ) била је држава која је створена 27. априла, 1992. године, одлуком Скупштине СФРЈ, као заједничка држава Републике Србије и Републике Црне Горе. Војводина и Косово и Метохија имале су, услед мултиетничности, статус аутономних покрајина у оквиру Републике Србије, али са много мање надлежности, у односу на оне из времена СФРЈ.
Савезна Република Југославија је настала распадом СФРЈ, почетком деведесетих година 20. века. Постојала је до фебруара 2003. године, када је створена државна заједница са именом Србија и Црна Гора.

## Формирање

### Распад СФРЈ
СФРЈ се распала у оружаним сукобима, који су почели у марту 1991. године, а са проглашењем независности република Словеније и Хрватске 25.6.1991. прерасли су у грађанске ратове. Рат у Словенији између ЈНА и републичке Територијалне одбране потрајао је десетак дана, а убијено је око 66 лица, али грађански рат у Хрватској претворио у вишегодишњи рат од 1991. до 1995. Хрватске против СФРЈ и њене ЈНА, али и Срба у Хрватској (које је подржала до 1992) и оружаних снага Републике Хрватске.

### Хашка конференција
У сукобе у СФРЈ се умешала ЕЗ (ЕУ). Под покровитељством Европске заједнице, од септембра 1991. краткотрајним састанком у Хагу, у Палати мира, почела је са радом Међународна конференција о Југославији. Тако је почела вишемесечна конференција са прекидима, а назива се Хашком или Хашко-бриселском конференцијом. У Хагу 18.10.1991. тадашњи председавајући конференције, Питер Карингтон, предложио је да све југословенске републике добију независност и то без мењања републичких граница, али Председник Србије, Слободан Милошевић, одбио је да прихвати тај предлог, јер је Србима који су на великим подручјима Хрватске, Босне и Херцеговине били већина тиме одузимано право да наставе да живе у јединственој држави СФРЈ, а предност је дата праву република да се одвоје од СФРЈ. Слободан Милошевић није доводио у питање права на одвајање Словеније и Македоније.
Председник Црне Горе, Момир Булатовић, прво је прихватио Карингтонов предлог, али је убрзо променио мишљење и стао на Милошевићеву страну. Већ тада се могла предвиђати некаква федерација Србије и Црне Горе у будућности, с обзиром да је било само питање када ће се и БиХ одвојити од СФРЈ.

### Процес формирања
После почетка признавања независности Словеније и Хрватске у јануару 1992. године, влада Србије позвала је председнике влада Црне Горе, Македоније и БиХ да разговарају о наставку постојања Југославије, али представници Македоније нису се одазвали, као ни представници Муслимана и Хрвата из БиХ. Републике Србија и Црна Гора нису позвале на разговоре Републику српског народа БиХ, али ни Републику Српску Крајину,
Тако Република српског народа БиХ и Република Српска Крајина нису укључене у стварање нове Југославије. Муслиманско-хрватска већина у СР БиХ одржала је референдум 29. фебруара и 1. марта 1992. и већина становника БиХ изјаснила се за независност. Само представници Србије и Црне Горе од краја фебруара 1992. почели су припреме за израду устава нове Југославије, а писали су га од марта 1992. на Жабљаку у Црној Гори. Средином априла 1992. године , нацрт Устава нове државе је завршен и прослеђен републичким парламентима који су га усвојили. Међутим, важно је напоменути да је у Црној Гори одржан референдум 1. марта 1992. на коме се већина грађана изјаснили да Црна Гора уђе у федерацију са Србијом, а у Србији сличан референдум није одржан.

### Проглашење
Дана 27. априла 1992. године, у Београду преостали чланови Савезног већа Скупштине СФРЈ, у којој су били посланици из Србије и Црне Горе, прогласили су Устав Савезне Републике Југославије.
Према Уставу Савезне Републике Југославије, застава нове државе остала је иста као и застава њене претходнице — само без петокраке звезде, а химна је остала „Хеј, Словени”. Нови грб је постао двоглави орао у чијем су центру били историјски детаљи са грбова две републике.
Неки становници тада непризнатих република: Републике Српске и Републике Српске Крајине сматрали су ово издајом, јер су до тада поштовали устав СФРЈ, а чак су желели и припајање Републици Србији. Наредног месеца, преостале трупе ЈНА су повучене са ратишта у Хрватској, али је људство рођено у РСК, као и локална Територијална Одбрана прерасла у Српску Војску Крајине. Део ЈНА је учествовао у почетку рата у БиХ, али је на исти начин он убрзо повучен, изузев, такође, људства рођеног у БиХ, које је са месном ТО, формирало Војску Републике Српске.

## Историја

### СРЈ у време УН санкција (1992–1995)
Задржавање у имену државе реч „Југославија“, која је показивала континуитет у односу на претходне две државе, Краљевину Југославију и СФРЈ, није лако прихваћено. ЕУ, САД и већина држава у УН нису прихватиле лако име СРЈ и нису је признавале као наследницу СФРЈ, у службеним документима често се поред службеног имена СРЈ јављају имена чланица федерације „Република Србија, Република Црна Гора“, или „Савезна Република Југославија (Србија и Црна Гора)”, али и други називи као што су „простор Бивше Југославије“, „остатак Југославије“, неретко и каснији назив државе „Србија и Црна Гора“, или пак само „Србија“.
Убрзо после проглашења СРЈ се суочила са великим тешкоћама. На почетку грађанског рата у БиХ у Сарајеву један инцидент у коме је погинуло 16 лица довео је до осуде СРЈ у Савету Безбедности УН. Резолуцијом 757 30. маја 1992. године, Савет безбедности Организације уједињених нација увео је потпуни ембарго на размену са СРЈ; „Савезна Република Југославија (Србија и Црна Гора)” кажњена је као главни кривац за грађански рат у БиХ. Према неким мишљењима: „То је био почетак економског рата целог света против Србије и Срба, а у таквом рату Србија и Срби нису могли бити победници.“
Пред стварање СРЈ, у јануару 1992. године почела је неконтролисана инфлација у Југославији, а од Резолуције 757 СРЈ је пропадала и претрпела је велике штете. Од потпуне економске пропасти државу и становништво спасавала је способност земљорадничког становништва да произведе довољно хране, али и помоћ из иностранства. Дошло је до ширења незаконите трговине. Шверцери су увозили пре свега неопходну нафту, а њена цена је знатно повећана у СРЈ. Момир Булатовић писао је да је санкцијама „земља гурнута у безакоње” и „сама држава је... морала да крши законе”. Већ од 1992. преко Црне Горе, уз одобрење владе Мила Ђукановића, почела је да се организује велика нелегална трговина неопорезованим цигаретама за Италију и Србију.
Инфлација у СРЈ крајем 1993. и почетком 1994. достигла је врхунац и према проценама Драгослава Аврамовића у новембру 1993. дневна инфлација је била скоро 18%, а у јануару 1994. дневна инфлација је била скоро 62%, а у децембру 1993. запослени су примали плате које су имале вредност приближну вредности 20 немачких марака (10 евра). У то време, према договору председника Србије Слободан Милошевића и председника Владе Србије Николе Шаиновића економисти предвођени Драгославом Аврамовићем, који је после постављени за гувернера Народне Банке Југославије, направили су план заустављања инфлације, који се примењивао од јануара 1994. Средином 1994. дошло је до стабилизације привреде у Србији, а забележен је и мали раст индустријске производње, али просечне плате у СРЈ биле су ниске, износиле су око 100 динара (то је вредело 100 немачких марака, или 50 евра).
Упркос тешкоћама у време грађанских ратова на подручју бивше Југославије, из СРЈ је до средине 1994. године одлазила материјална помоћ, добровољци и друго за Србе у РСК и РС. Министри иностраних дела САД, Велике Британије, Француске, Немачке и Русије 30. јула 1994. у Женеви одржали су састанак и договорили су се да треба проширити санкције према СРЈ уколико Срби у БиХ не прихвате план такозване „Контакт групе”. Слободан Милошевић и Момир Булатовић су одлучили да покажу да нису уз Србе у РС и у августу 1994. по наређењу Владе СРЈ затворена је граница према РС, а уведен је ембарго на извоз оружја и других сировина у РС. За тај поступак СБ УН „наградио” је СРЈ делимичним суспендовањем санкција уведених Резолуцијом 757 (30. мај 1992), то јест одобрен је саобраћај (ваздушни и поморски), културна, научна и спортска сарадња чланица УН са СРЈ.
Такође, поред санкција према Републици Српској, поступно су прекидани сви контакти са Републиком Српском Крајином. То је ослабило положај Срба у овим непризнатим државама. Иако позвана, Савезна Република Југославија (по Милошевићевом наређењу) је одбила да војно интервенише како би спречила нестанак Републике Српске Крајине, који се догодио у нападу војске Хрватске  „Олуја“ почетком августа 1995. године, а више од 200.000 Срба је прогнано из Хрватске и већином су долазили у Србију. Убрзо, НАТО бомбардовање Републике Српске у августу и септембру 1995. године приморало је Републику Српску да преда велики део територије Бошњацима и Хрватима.
Сви ови догађаји из касног лета те године довели су до преговора о миру, одржаних у Дејтону, у војној бази Рајт Петерсон, у новембру 1995. године, на позив САД. Захтевало се присуство представника Србије, Црне Горе и СРЈ, представника Хрватске, Изетбеговића као вође Бошњака, позвани су и представници Хрвата из БиХ, а делегацију Републике Српске је водио Момчило Крајишник (у САД су били непожељни Радован Караџић и Ратко Младић), али Слободан Милошевић је имао право да прегласа делегацију Републике Српске. Након готово три недеље преговора, постигнут је договор, којим је БиХ подељена на два ентитета Републику Српску и Федерацију Босне и Херцеговине, али са неколико заједничких институција и као једна држава БиХ. Споразум је потписан 21. новембра 1995. године, а мир је званично склопљен у Паризу 14. децембра исте године. Склапање мира је омогућило да суверене државе чланице Уједињених нација укину санкције, а да се преостале државе настале у грађанским ратовима на подручју Југославије од 1991. до 1995. међусобно признају. У Дејтону, Слободан Милошевић договорио се са Туђманом о „реинтеграцији” подручја Вуковара и Барање (која је била под контролом УН, до 1998) у Хрватску, на основу тога потписан је 12. новембра 1995. Ердутско-загребачки споразум. 

### Јачање унутрашњих сукоба у СРЈ (1996–1998)
Грађански ратови у Словенији, Хрватској и БиХ довели су до доласка великог броја избеглица у Србију, али део избеглица из Србије прелазио је у треће државе. Највише избеглица у Србији био је 1996. године, када је пописано око 620.000 избеглих лица. То је отежавало економско стање у СРЈ, али економске санкције УН и ЕУ су суспендоване, а потом и укинуте. То је омогућило мањи економски опоравак СРЈ. Ипак, у САД нису били задовољни стањем у Србији и на Косову и задржали су такозвани „спољни зид санкција”. Као део притиска на СРЈ остао је и њен нејасан њен положај у УН, у којим СРЈ није потврђена као чланица. Положај СРЈ у УН није решаван, али од средине 1997. године у СБ УН, али и на другим међудржавним састанцима отварани су разговори о Косову, уз изјаве да Косово није „није унутрашња ствар Југославије“. Од краја марта 1996. до 1998. повећавао се број оружаних напада ОВК на Космету, који су у водили у Рат на Космету од почетка марта 1998. Због тога од 1998. санкције САД и ЕУ су поступно враћане, а у СБ УН усвојена је одлука о забрани продаје оружја за СРЈ.
Пред почетак отвореног грађанског рата на Косову и Метохији 1998. Милошевић је имао неуспехе у борби са опозицијом у Србији, а од краја 1996. и Мило Ђукановић је почео да одбацује Милошевићеву политику као превазиђену и најављује одвајање Црне Горе од Србије, то јест распад СРЈ. У новембру 1996. на изборима за Савезну скупштину СРЈ Милошевићева коалиција СПС-ЈУЛ-НД је победила и могла је створити савезну владу уз подршку црногорског СНП-а, али на локалним изборима опозициона листа Заједно добила је већину у скоро свим већим градовима и општинама (Београду, Новом Саду, Нишу, Крагујевцу, Шапцу, Зрењанину и другим), али је морала организовати вишемесечне грађанске и студентске демонстрације да Милошевић призна пораз.
Нови сазив Савезне скупштине (Веће грађана и Веће република) тајним гласањем изабрао је Слободана Милошевића за новог председника СРЈ, након што су му истекла оба мандата председника Србије, 15.7.1997. Појачано незадовољство партија са листе Заједно према Милошевићу и СПС-у довело је до делимичног бојкота избора за скупштину Србије у септембру 1997. године, али Милошевићева коалиција (СПС-ЈУЛ-НД) није имала довољну већину и морала је направити споразум са СРС да састави нову владу у Србији 24. 3. 1998. године у којој је председник био Мирко Марјановић. Након више понављања републичких председничких избора, због недовољне излазности, за новог председника Србије изабран је Милан Милутиновић из СПС-а децембру 1997. године.
Што се Црне Горе тиче, после избора у октобру 1997. њен  председник је постао Мило Ђукановић из ДПС-а, а политичка коалиција око Мила у Црној Гори је освојила и парламентарну већину у мају 1998. године.Нови режим је био за сарадњу са западом, веће надлежности републике у односу на федерацију, а у крајњој линији и за независност. Своје идеје Мило Ђукановић убрзо је почео да материјализује- најпре увевши одвојене царине у Црној Гори и полицијску контролу на свим административним прелазима са Србијом, а од новембра 2000. усвојено је да  немачка марка буде званична валута, уместо динара у Црној Гори. Пред реконституисање, 2002. године, марка је замењена евром.

### Рат на Косову и Метохији и напад НАТО-а (1998–2000)
У то време, сукоб југословенских снага безбедности са сепаратистичком организацијом косовских Албанаца- ОВК, која је насиљем покушала да издејствује независност Косова, довео је до грађанског рата 1998-2000. и стране војне интервенције 1999. Све опсежније интервенције полиције, специјалне полиције и ВЈ довела је до правих ратних дејстава на Косову од почетка 1998. године. САД и ЕУ су тражиле долазак међународне верификаторске мисије ОЕБС-а, али је 23. априла 1998. године, на територије Србије спроведен референдум о доласку међународних страна на територију Србије, којим је убедљивом већином одбачен овај захтев западних земаља. Југославији су ове земље вратиле санкције, сличне онима које је две године пре тога укинуо УН. Због све већег аутономаштва Црне Горе, све важније активности СРЈ на међународном плану преузело је руководство Србије- преговори са међународном заједницом у вези Косова и Метохије, препуштени су Србији, али и председнику СРЈ. И поред референдумског одбијања, како је сукоб на Космету јачао (иако је режим тврдио да је то обична антитерористичка интервенција, у борбе су сад били укључени и артиљерија, оклопне јединице и Ратно ваздухопловство), НАТО је запретио бомбардовањем Југославије већ крајем августа 1998. године. Како је у октобру опасност постала реална, Слободан Милошевић је одобрио 13. октобра 1998. долазак верификаторске мисије ОЕБС-а. Ипак, чак и тада, рат се наставио појачаним интензитетом, за шта је била оптужена Србија и СРЈ. Након инцидента у Рачку у јануару 1999. године, за који су југословенске снаге биле оптужене без размишљања о евентуалној провокацији, као и пропасти  пропасти преговора у Рамбујеу између Србије и косовских Албанаца у фебруару и марту 1999. године, и последње посете америчког дипломате Ричарда Холбрука са ултиматумом за Слободана Милошевића и СРЈ, отпочео је вероватно најзначајнији догађај у једанаестогодишњој историји СРЈ, тј. проширење Косовског рата на целу њену територију, услед НАТО ваздушне агресије 24. марта-10. јуна 1999. године, а којом је привреда, према неким новијим проценама претрпела штету од око 30 милијарди долара, те је уназађена за око деценију. Југословенске РВ и ПВО пружале су импозантан отпор НАТО-у, највећи отпор далеко моћнијем противнику, у периоду након Заливског рата, али је након неколико недеља потпуне изолације и усамљеног отпора била онемогућена да ефикасно пружа отпор. Иако је савезна влада већ у касним ноћним сатима 23-24. марта прогласила ванредно и ратно, Црна Гора, је одбила да прихвати ту одлуку: разлог је био заиста симболично дејство НАТО-а на њеној територији, које је, штавише, у потпуности престало након непуних 20 дана, кад је престао и отпор на овој територији. Лидери НАТО земаља сматрали су републички режим у Црној Гори пријатељским.
Почетком јуна, Милошевић је уз посредство представника Русије Виктора Черномирдина и финског председника Мартија Ахтисарија, прихватио до тада најнеповољније услове прекида рата, по којима се југословенске снаге безбедности и администрација морају повући са Космета, како би уступиле место трупама УН, предвођених НАТО-ом: КФОР, и цивилној мисији УН: УНМИК-у. Војно-технички споразум о повлачењу је потписан у Куманову 9. јуна 1999. године, Весли В. Кларк је наредио да се зауставе ваздушни напади 10. јуна 1999. године, а СБ УН усвојио је Резолуцију (о Косову број) 1244, чију основу чини Војно-технички споразум из Куманова.
Војска Југославије као и полицијске снаге су се повлачиле са Космета од 10.6.1999. године, а са њима је кренуо и велики број цивила, већином Срба. Уступали су своје место међународним снагама и администрацији, а након дозволе југословенских власти, 12. јуна су на Космет, долазећи из БиХ, најпре стигле руске трупе. Оне су више дана држале разне значајне објекте у покрајини, али су се касније већином повукле.
Рат је формално престао, али са КФОР-ом су долазили и припадници ОВК, а део њих је наставио да води грађански рат против Срба 1999. и 2000. године.

### Смењивање са власти Слободана Милошевића (2000)
Период од јуна 1999. до септембра 2000. године, обележило је јачање и све чешће уједињавање опозиције у Србији, као и слабљење Милошевића, његове партије СПС и партије његове супруге, Мире Марковић- ЈУЛ, до чега је дошло услед веома лошег животног стандарда, очајне економске ситуације, санкција и никад непосреднијег и свежег ратног искуства. Још за време рата, министар иностраних послова, Вук Драшковић, говорио је страним медијима како је и Милошевић добрим делом крив за избијање рата. Његова странка- СПО- искључена је из владе и прешла у опозицију. У то време, СРЈ је готово постала синоним за Србију услед све већег аутономаштва Црне Горе. И поред медијске блокаде, покушаја ометања сигнала опозиционих електронских медија, популарност ДОС-а, коалиције демократских странака, формираног 10. јануара 2000. године је јачала, о чему говоре и све посећенији митинзи широм Србије. Полицијска репресија против опозиције је расла, а Милошевићев режим је сматрао да би се позиција учврстила још једним мандатом од народа. У јулу 2000. године, изненада, Милошевић доноси одлуку о уставним амандманима, којима су парламентарни избори постали непосредни, а председник се такође бирао директно. Расписани су сви избори на савезном нивоу, за 24. септембар као и локални избори за територију Србије. Црногорски режим је позивао на бојкот савезних избора, али је црногорска опозиција била у коалицији са Милошевићем. СПО, сад једна од водећих странака у ДОС-у, одбила је да учествује на њима, али је искључена из коалиције, која је за свог кандидата изабрала др Војислава Коштуницу. ДОС је освојио већину општина и градова у Србији, релативну већину у оба већа савезне скупштине, а Коштуница је освојио апсолутно већину већ у првом кругу. Милошевић и социјалисти су одбили да признају пораз, објавивши да ће бити другог круга председничких избора 8. октобра, као и да по уставу, нови председник ступа на дужност тек у јуну наредне године. ДОС успешно позива грађане на непослушност, општи штрајк и демонстрације. Земља у потпуности стаје, када почињу рестрикције електричне енергије услед штрајка радника угљенокопа „Колубара“.
Највеће демонстрације заказане су за 5. октобар. Тада су позвани људи из целе Србије на демонстрације, а иако није објављено, знало се да огромна критична маса има моћ за насилни преврат. И поред отпора Милошевићеве полиције, као и његовог позива војсци да интервенише, све структуре безбедности прелазе на страну народа, који заузима и пали зграде Савезне скупштине и РТС-а, чиме режим губи факторе контроле. У том тренутку, на улицама је било око милион људи. Последњи покушај опстанка на власти, Милошевић је извео у току народне ноћи, када је преко својих официра наредио покрет оклопних јединица против народа. И поред почетног поласка, тенкови су се вратили у касарне. Наредног дана, у Београд је допутовао руски министар иностраних послова, Игор Иванов, који је посредовао у разговорима између Милошевића и Коштунице. Милошевић је и јавно признао пораз, иако је претходно покушао да убеди Коштуницу да је по уставу он председник до јуна наредне године. У савезној скупштини, владајућу већину су формирали ДОС и бивши Милошевићев партнер СНП. Ове промене, убрзо су довеле и до републичких избора у Србији, те промене власти.

### 2000–2003.
Након Петооктобарских промена, дошло је до изласка земље из изолације, па су СР Југославији убрзо укинуте санкције ЕУ и САД. СРЈ је 1. новембра 2000. постала чланица Уједињених нација, а убрзо је примљена и у друге међународне организације: ОЕБС, Интерпол, ММФ и др. 12. новембра исте године, призната је од стране САД.  Црногорска власт је све више инсистирала на независности, или барем на потпуном преуређењу у „Савез две независне државе“. Главни проблеми нове власти, били су све жешћи терористички напади у такозваној „тампон зони" тј. копненој зони безбедности од пет демилитаризованих километара на подручју општина Прешево, Медвеђа и Бујановац, које је спроводила албанска терористичка организација ОВПБМ, током 2000. и у првој половини 2001. године, захтевајући припајање ове три општине Космету. Овај проблем је нешто касније решен, кад су избили сукоби са албанским терористима у Македонији, када је КФОР одобрио југословенским снагама безбедности повратак у копнену зону безбедности на територији те три општине. Истовремено, последња спорна територија између Хрватске и Црне Горе — Превлака, припојена је Хрватској, након преговора између Хрватске са једне и СРЈ и Црне Горе са друге стране. Фраза „Савез две независне државе“ све више је изговарана у Црној Гори, како су током 2001. године почињали преговори о преуређењу савезне државе између Србије и Црне Горе.
Дана 14. марта, 2002, званичници СР Југославије, Републике Србије и Републике Црне Горе, уз присуство Високог представника Европске уније, потписали су Полазне основе за преуређење односа Србије и Црне Горе, којима је предвиђено да СРЈ убудуће носи назив Србија и Црна Гора. 4. фебруара, 2003, формирана је државна заједница Србија и Црна Гора, заснована на равноправности двеју држава чланица, тј. државе Србије и државе Црне Горе, чиме су СРЈ и назив „Југославија“ престали да постоје.

## Републике и аутономне покрајине
СРЈ је била подељена на две републике, а према уставу из 1990. у Републици Србији постојале су Аутономна покрајина Војводина и Аутономна покрајина Косово и Метохија.
| Име                                                            | Главни град               | Застава | Грб | Локација |
| -------------------------------------------------------------- | ------------------------- | ------- | --- | -------- |
| Република Србија (1990—2006) АП Војводина АП Косово и Метохија | Београд Нови Сад Приштина |         |     |          |
| Република Црна Гора (1992—2006)                                | Подгорица                 |         |     |          |

## Географија
Савезна Република Југославија је покривала површину од 102.173 km². Укупна дужина граница са околним земљама износила је око 2.586 километара. Од тога око 544 километара била је граница са Румунијом, око 166 километара била је граница са Мађарском, око 371 километара била је граница са Бугарском, око 252 километара била је граница са Македонијом, око 310 километара била је граница са Албанијом, око 599 километара била је граница са Босном и Херцеговином, то јест Републиком Српском (од 1992. до 1995) и око 345 километара била је граница са Хрватском, а СРЈ је имала и око 294 километара обале Јадранског мора.
Највећа река која је текла кроз СРЈ био је Дунав, који је кроз СРЈ протицао у дужини од око 388 километара, од његове укупне дужине од око 2.883 километара, а најдужа река која је целом својом дужином око 304 километара протицала кроз СРЈ била је Јужна Морава.
Рељеф је био изразито разноврстан. Значајан део Србије је у равницама и нижим брдима (осим југа који је планински) а већи део Црне Горе покривају високе планине. Пошто Србија не излази на море, целокупна обала отпадала је на Црну Гору. На црногорској обали се налази једини фјорд у јужној Европи. Клима је била разноврсна на сличан начин. Север има континенталну климу (хладне зиме и врућа лета); централна област је комбинација континенталне и медитеранске климе; док на југу преовлађује јадранска клима дуж обале, а унутрашњост има врућа и сува лета и јесени, и релативно хладне зиме са много снега.

## Демографија
СРЈ је настала 1992. године, убрзо после пописа 1991. године, а према њему на подручју СРЈ живело је oko 10.394.026 становника. Према попису из 1991. године градско становништво на подручју Србије и Црне Горе бројало је 5.321.364 становника или 51,2%. Највећи град био је Београд у коме је било око 1.136.786 градских становника. Поред Београда више од 100.000 становника живело је у градовима: Нови Сад (178.896 становника), Ниш (175.555 становника), Крагујевац (146.607 становника), Подгорица (118.058 становника), Суботица (100.219 становника), и Приштина.
| СРЈ приближно 1992. године.‍ | СРЈ приближно 1992. године.‍ | СРЈ приближно 1992. године.‍ | СРЈ приближно 1992. године.‍ | СРЈ приближно 1992. године.‍ |
| --------------------------- | --------------------------- | --------------------------- | --------------------------- | --------------------------- |
|                             |                             |                             |                             |                             |
| Срби                        | Срби                        |                             | 6.504.048                   | 62,6%                       |
| Албанци                     | Албанци                     |                             | 1.714.768                   | 16,5%                       |
| Црногорци                   | Црногорци                   |                             | 519.766                     | 5%                          |
| Југословени                 | Југословени                 |                             | 349.784                     | 3,4%                        |
| Мађари                      | Мађари                      |                             | 344.147                     | 3,3%                        |
| Муслимани                   | Муслимани                   |                             | 336.025                     | 3,2%                        |
| Остали                      | Остали                      |                             | 625.488                     | 6%                          |

Попис у Србији извршен је 2002. године, али није спроведен на подручју АП Косово и Метохија, а према том попису било је 7.498.001 становника у Србији, без АП Косова и Метохије. Од тога Срба је било 6.212.838 становника или 82,9%. Попис у Црној Гори вршен је 2003. године и према њему на том подручју било је око 620.145 становника, најбројнији су били Црногорци (278.865) и Срби (178.110). Збирно на подручју Србије (без Косова) и Црне Горе у пописима 2002 и 2003. било је око 8.118.146 становника.
| СРЈ (без Косова) 2002/03. године.‍ | СРЈ (без Косова) 2002/03. године.‍ | СРЈ (без Косова) 2002/03. године.‍ | СРЈ (без Косова) 2002/03. године.‍ | СРЈ (без Косова) 2002/03. године.‍ |
| --------------------------------- | --------------------------------- | --------------------------------- | --------------------------------- | --------------------------------- |
|                                   |                                   |                                   |                                   |                                   |
| Срби                              | Срби                              |                                   | 6.390.948                         | 78,7%                             |
| Црногорци                         | Црногорци                         |                                   | 347.914                           | 4,3%                              |
| Мађари                            | Мађари                            |                                   | 293.636                           | 3,6%                              |
| Бошњаци                           | Бошњаци                           |                                   | 189.692                           | 2,3%                              |
| Роми                              | Роми                              |                                   | 114.444                           | 1,4%                              |
| Остали                            | Остали                            |                                   | 971.204                           | 12%                               |

## Политика

### Председници
До 24. септембра 2000. године, председник СРЈ се бирао у Савезној скупштини, коју су чинили Веће Грађана и веће Република. Савезна скупштина СРЈ за првог председника СРЈ изабрала је 15.6.1992. Добрицу Ћосића. Почетком 1993. године, чланови СРС су га оптужили за покушај војног удара против председника Републике Србије- Слободана Милошевића, то јест да је прекршио Устав, а 1.6.1993. посланици СПС-а и СРС-а у Савезној скупштини сменили су председника Добрицу Ћосића. За његовог наследника Скупштина је изабрала 25.6.1993. члана СПС-а Зорана Лилића, који је остао на власти до краја четворогодишњег мандата.
У јулу 1997. године, након истека оба мандата председника Републике Србије, Милошевић је изабран за председника СРЈ у Савезној скупштини 15.7.1997. Ова, до тада више симболична, функција је од 23. јуна 1997. године, када је Слободан Милошевић полагањем заклетве у Скупштини СРЈ преузео место председника СРЈ постала најзначајнија, а он је имао готово диктаторски положај. У јулу 2000. године, усвојени су уставни амандмани, којима се председник бирао директним гласањем, и којима је Милошевићу отворен пут за нове мандате. Ипак, изборе од 24. септембра 2000. године је изгубио, а након демонстрација 5. октобра 2000. године, признао је пораз и повукао се у опозицију, јер је СПС изгубила и већину у скупштини, а убрзо и на републичком нивоу. Последњи председник СРЈ, био је Војислав Коштуница, и на том месту је остао до реконституисања 2003. Војислав Коштуница, на тој заједничкој седници оба дома Скупштине СРЈ, положио је заклетву 7. октобра 2000. године и постао председник СРЈ, а на том месту је остао до укидања СРЈ 4. фебруара 2003. године.

### Председници владе
По уставу, премијер СРЈ морао је да буде из републике одакле није председник. Тако су сви председници савезних влада изузев првог били из Црне Горе, јер су председници били из Србије. Први премијер био је, додуше, амерички држављанин — Милан Панић (14. јул 1992- децембар 1993), други Радоје Контић (фебруар 1992 – 1998). Следећи је био Момир Булатовић (20. мај 1998-новембар 2000). Први премијер након петооктобарских промена постао је Зоран Жижић 4. новембар 2000. године, који је поднео оставку 29. јуна 2001. године, а након његове оставке последњи савезни премијер постао је Драгиша Пешић.

## Војска
У мају 1992. главни део ЈНА, који се налазио на тлу Србије и Црне Горе преименован је у Војску Југославије (ВЈ), а 8.5.1992. године четворочлано Председништво СФРЈ прихватило је оставку начелника Генералштаба ЈНА генерал-пуковника Благоја Аџића и за новог начелника Генералштаба именовало је генерал-пуковника Животу Панића, који је на том месту остао до августа 1993. године када је пензионисан. на место начелника Генералштаба ВЈ је постављен генерал-пуковник Момчило Перишић, који је остао на том месту до 24.11.1998. За  начелника Генералштаба ВЈ је постављен генерал-пуковник Драгољуб Ојданић.  Ојданић је премештен на место министра одбране у влади СРЈ, а начелник Генералштаба ВЈ Небојша Павковић 15.2.2000.
Најозбиљније искушење за Војску Југославије био је напад НАТО-а на СРЈ који је трајао од 24. марта до 10. јуна 1999. године. НАТО је имао велику предност у технологији и бројности. Ипак, Војска Југославије није показала неспособност да се брани у тој неравноправној борби. Прво и за сада једино потврђено обарање авиона са стелт технологијом извела је Војска Југославије, 27. марта 1999. у току НАТО бомбардовања СРЈ, када је оборен амерички бомбардер F-117A од стране 3. дивизиона 250. ракетне ПВО бригаде ВЈ.

## Привреда и економија
Народни доходак (новостворена вредност) СРЈ 1992. године
На почетку постојања СРЈ већина предузећа била је у државном, или друштвеном власништву, а у друштвеном сектору 1992. године радило је око 2.328.000 радника (1.876.000 радника је радило у разним привредним делатностима, а око 452.000 лица радило је у непривредним делатностима). Истовремено у предузећима у индивидуалном власништву радило је око 207.000 радника, или око 8,2% од укупно запослених око 2.535.000 радника у СРЈ 1992. године. Исте године друштвени сектор је остварио око 73,9% укупног народног дохотка, или новостворене вредности, у СРЈ, а приватни сектор је остварио око 26,1% укупног народног дохотка.
Највећи утицај на привреду СРЈ извршиле су санкције и ембарго које је уведен резолуцијом 757 Савета безбедности Организације уједињених нација 30. маја 1992. Од 1992. године до 1995. године бележено је смањење народног дохотка, или новостворене вредности у СРЈ. Истовремено смањен је удео индустрије, грађевинарства, саобраћаја и веза у укупном народном дохотку, а раст је бележен у пољопривреди, која је чинила око 23,2% народног дохотка 1994. године.
Период санкција трајао је од маја 1992. до новембра 1995. Санкције су довеле до драстичног пада животног стандарда и несташици основних животних намирница, лекова и енергената. Оне су имале разоран ефекат на привреду и економију ове државе. Дошло је до велике економске кризе у земљи и до појаве хиперинфлације, која је забележила и издавање новчанице са највећим апоеном (од 500.000.000.000 динара) икада у свету. Све ово довело је до пораста криминала у земљи, нарочито шверца.
21. јануар — 30. јануар 1993. — криза „Бихаћ“ приликом проласка српских бродова Дунавом из Украјине чијом приликом је у СРЈ ушло 53-55.000 тона нафтних деривата што је било грубо кршења санкција према СРЈ.

## Спорт
Југословенски спорт представљао је, како су многи истицали, „понос нације“ у тешким годинама кризе. Изузев у појединачним дисциплинама, сви спортисти су били искључени из међународних такмичења током ембарга 1992—1995. године. У мају 1992. године, КК „Партизан“ постао је првак Европе у кошарци, иако је као домаћин играо по страним халама. Иако квалификована, фудбалска репрезентација СРЈ није могла да учествује на Европском Првенству у Шведској 1992. године, штавише, играчи су ту информацију добили тек на аеродрому у Стокхолму. Уместо Југославије, наступила је Данска, која је била иза СРЈ у квалификацијама, међутим касније је чак освојила титулу. Забрана за тимове из СРЈ да се такмиче од Резолуције 757 (30.5.1992) у средиште пажње ставила је појединачне спортове.
Управо тада заблистала је Мађарица  рођена у Србији, која је представљала СРЈ Моника Селеш у тенису. Најбоља тенисерка на свету, то јест првопласирана на ВТА листи, постала је Моника, али у Хамбургу 30.4.1993. на тениском терену Монику је покушао да убије Немац Гинтер Пархе, који је тако прекинуо једну сјајну спортску каријеру. Због повреде, деветнаестогодишња Моника није могла да се такмичи и представља СРЈ, а убрзо је узела америчко држављанство 1994. године.
Југословенским тимовима и репрезентацији омогућени су поједини мечеви 1994. године након делимичне суспензије санкција, а у потпуности су рехабилитовани наредне године. Прву титулу донели су кошаркаши СРЈ на ЕП у Атини 1995. године, када су у финалу славили против Литваније, а јунак победе био је Александар Саша Ђорђевић, али да „не би слушали југословенску химну“, пре краја свечаности, трећепласирани Хрвати напустили су победничко постоље.
На ОИ у Атланти наредне године, кошаркаши су били други, а права сензација су били трећепласирани одбојкаши. Фудбалски клубови су постизали просечне и лоше резултате наредних неколико година. Репрезентација је била, штавише, солидна, чим јој је омогућено да игра званичне мечеве, пласирала се на Светско првенство у Француској 1998. године, где је стигла до осмине финала, одакле је елиминисана од Холандије. Након квалификација са два историјска меча против Хрватске у групи, фудбалери су се пласирали и на ЕП 2000. године у Холандији и Белгији, где су стигли до четвртфинала, одакле их је елиминисала поново Холандија. Кошаркаши су освајали злата на свим наредним такмичењима 1997—2002, изузев ЕП-а 1999, када су били бронзани и ОИ 2000. Одбојкаши су били сребрни 1998. на СП, а златни на ОИ 2000. и ЕП 2001. Наредне године су освојили четврто место. Ватерполисти су били златни на ЕП 2001, а сребрни исте године на СП. Пред реконституисање државе, успон је направила још једна тенисерка, Јелена Докић, са неколико освојених турнира и 4. местом на ВТА листи.